# Norman Vaughan
Pour les articles homonymes, voir Vaughan.
Norman Dane Vaughan (19 décembre 1905 – 23 décembre 2005) est un explorateur et musher américain. 
Il se fit connaitre lors de sa participation à la première expédition au pôle Sud de l'amiral Richard Byrd. Il participa également, comme musher, aux équipes de recherche et sauvetage de l'armée américaine pendant la Seconde Guerre mondiale, aux Jeux olympiques d'hiver, à la célèbre course alaskane Iditarod Trail Sled Dog Race et à trois parades présidentielles lors de l'Inauguration Day, jour de l'intronisation du président des États-Unis.

## Antarctique et Seconde Guerre mondiale
Vaughan est né le 19 décembre 1905 à Salem, dans le Massachusetts, fils d'un prospère tanneur et fabricant de chaussures.
Dans sa jeunesse, il est fasciné par les premiers explorateurs polaires. Il abandonna Harvard en 1928 quand il apprit que l'amiral Richard Byrd organisait une expédition en  Antarctique. L'amiral Byrd l'accepta dans son expédition de  1928–1932, nommant même une montagne de ce continent, le mont Vaughan 3 140 mètres, en son honneur en 1929. En 1994, trois jours avant son 89e anniversaire, Vaughan participa à une expédition qui réalisa l'ascension de cette montagne. Il planifia même d'y retourner en décembre 2005 pour y célébrer son centième anniversaire, mais le projet fut abandonné en août de cette même année faute de fonds, malgré une apparition au The Tonight Show with Jay Leno, célèbre show américain, le 10 mai 2005 et une pleine page dans le Los Angeles Times.  Il planifia alors d'y retourner en 2006 mais il mourut 6 mois avant la date retenue.
Il concourut lors des Jeux olympiques d'hiver de 1932 à Lake Placid à la course de chiens de traineaux, alors sport de démonstration.
Durant la Seconde Guerre mondiale, Vaughan fut employé par l'U.S. Army Air Forces  dans les équipes de recherche et sauvetage, comme musher, et il atteint le grade de colonel. Il fut engagé dans de nombreuses opérations de sauvetage au Groenland. Il participa aussi à la guerre de Corée.

## Alaska
Vaughan partit s'établir en Alaska à l'âge de 68 ans. En faillite et divorcé, il y refit sa vie, participa à 13 courses Iditarod  et connu un certain succès lors de la parade d'inauguration présidentielle en 1976 à Washington, avec des chiens de traineaux pour représenter son état d'adoption. En 1980 et 1984, lui et ses chiens Alaskan participèrent de nouveau à la parade présidentielle.
En 1996, il fut invité par  la Guilde Européenne du Raid lors de son Festival International du Film d'Aventure à Dijon. Il reçut à cette occasion la Toison d'Or de l'Aventurier.
En 1997, il organisa l'annuel Norman Vaughan Serum Run pour commémorer la course au sérum de 1925, où une vingtaine de mushers et leurs 150 chiens parcoururent plus de 1 000 km à travers l'Alaska pour apporter du sérum et sauver la ville de Nome d'une épidémie de diphtérie.
Marié quatre fois, sa quatrième épouse, Carolyn Muegge a également couru l'Iditarod, il avait un fils et une fille d'un précédent mariage. Lors de la célébration de son centième anniversaire, le  19 décembre 2005, entouré par plus d'une centaine d'amis et de parents, il but du champagne, le premier verre d'alcool de sa vie. Il avait en effet fait la promesse à sa mère de ne jamais boire d'alcool avant ses cent ans. Il mourut quelques jours plus tard au Providence Alaska Medical Center' à Anchorage (Alaska) le  23 décembre 2005.

## Source
- (en) Cet article est partiellement ou en totalité issu de l’article de Wikipédia en anglais intitulé « Norman D. Vaughan » (voir la liste des auteurs).